# Canal+ Liga
Canal+ Liga est une chaîne de télévision espagnole créée le 29 août 2009. Elle est disponible uniquement sur le satellite.

## Programmation
La programmation de Canal+ Liga est composée à 100 % de football. Elle propose des matchs du championnat espagnol (1re et 2e division), du championnat allemand (première division), du championnat italien (1re division), du championnat américain (première division) et de la première division russe et turque. Elle diffuse aussi des matchs de la Coupe du Roi et de la Ligue Europa.